# Arrondissement d'Ochsenfurt

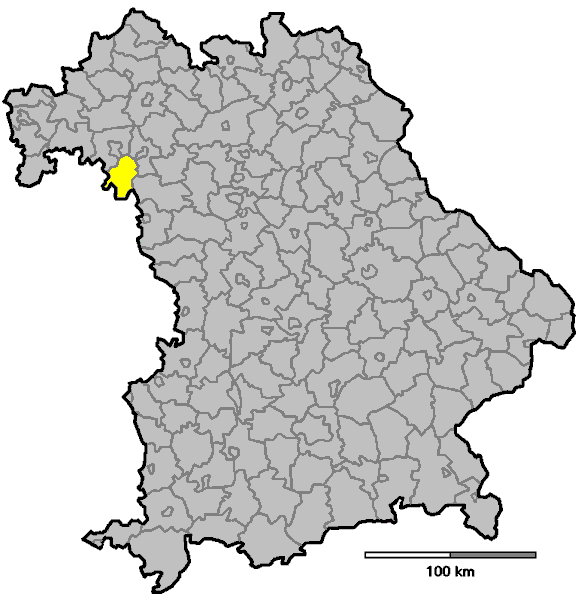
Position en Bavière

L’arrondissement Ochsenfurt est un arrondissement (Landkreis en allemand) de Bavière situé dans le district (Regierungsbezirk en allemand) de Basse Franconie. Le 1er juillet 1972 à la suite de la réforme du territoire bavarois, il est dissous et intégré a l'arrondissement de Wurtzbourg. Son chef-lieu était jusqu'alors la ville d'Ochsenfurt.

## Chiffres et géographie
L'arrondissement d'Ochsenfurt comportait avant sa dissolution environ 35 000 habitants, bien inférieur aux 80 000 nécessaires pour la formation d'un arrondissement à la suite de la redéfinition des critères. 
Les plus grandes villes de l'arrondissement étaient Ochsenfurt, Giebelstadt, Eibelstadt et Gaukönigshofen. Il comprenait principalement l’Ochsenfurter Gau ainsi que la partie sud de l'actuel arrondissement de Wurtzbourg. 
L'arrondissement avait comme abréviation de plaque d'immatriculation OCH .
Aujourd'hui encore, d'anciens véhicules tels que des tracteurs roulent encore avec des plaques OCH.